# Limoeiro do Norte
Limoeiro do Norte is een gemeente in de Braziliaanse deelstaat Ceará. De gemeente telt 56.098 inwoners (schatting 2009).
De plaats is de zetel van het rooms-katholieke bisdom Limoeiro do Norte.
De gemeente grenst aan Russas, Quixeré, Governador Dix-Sept Rosado, Tabuleiro do Norte, São João do Jaguaribe en Morada Nova.